# جمعية الشلل الدماغي المتحدة
جمعية الشلل الدماغي المتحدة (اختصارًا UCP) هو منظمة خيرية غير ربحية دولية تتألف من شبكة من الفروع التابعة. يُعَدّ الاتحاد من أبرز مقدّمي الخدمات والداعمين للأشخاص البالغين والأطفال من ذوي الإعاقة. وكواحدة من أكبر المنظمات الصحية غير الربحية في الولايات المتحدة، تتمثل رسالة الاتحاد في تعزيز استقلالية وإنتاجية ومواطَنة الأشخاص ذوي الإعاقة الكاملة من خلال شبكة فروعه.

## التاريخ
تأسس الاتحاد في عام 1949 على يد ليونارد غولدنسون (الذي أصبح لاحقًا رئيسًا لشبكة أيه بي سي التلفزيونية) وزوجته إيزابيل، إلى جانب جاك وإيثيل هاوسمان. وكان الاتحاد من أوائل الجهات التي استخدمت حفلات جمع التبرعات المتلفزة كوسيلة لجمع الأموال.

## مقدّم الخدمات
تُقدّم منظمة الاتحاد من أجل الشلل الدماغي، من خلال أكثر من 66 فرعًا محليًا في جميع أنحاء الولايات المتحدة، وكذلك في كندا وأستراليا، مجموعة واسعة من الخدمات والموارد للأطفال والبالغين من ذوي الإعاقات المتنوعة. وتقدّم كل جهة تابعة مجموعة مختلفة من الخدمات المصمّمة وفقًا لاحتياجاتها وقدراتها المحلية، ولكنها غالبًا ما تشمل التعليم، والتوظيف، والصحة والعافية، والإسكان، وتدريب الآباء والأسر ودعمهم، والرياضة والترفيه، والنقل، والمساعدة في السفر. يبلغ إجمالي الميزانية السنوية للمنظمة أكثر من 750 مليون دولار تُخصَّص للأبحاث، والدعوة للسياسات العامة، والخدمات المباشرة. ويُخصّص في المتوسط نحو 85٪ من إجمالي الإيرادات على مستوى النظام للبرامج.

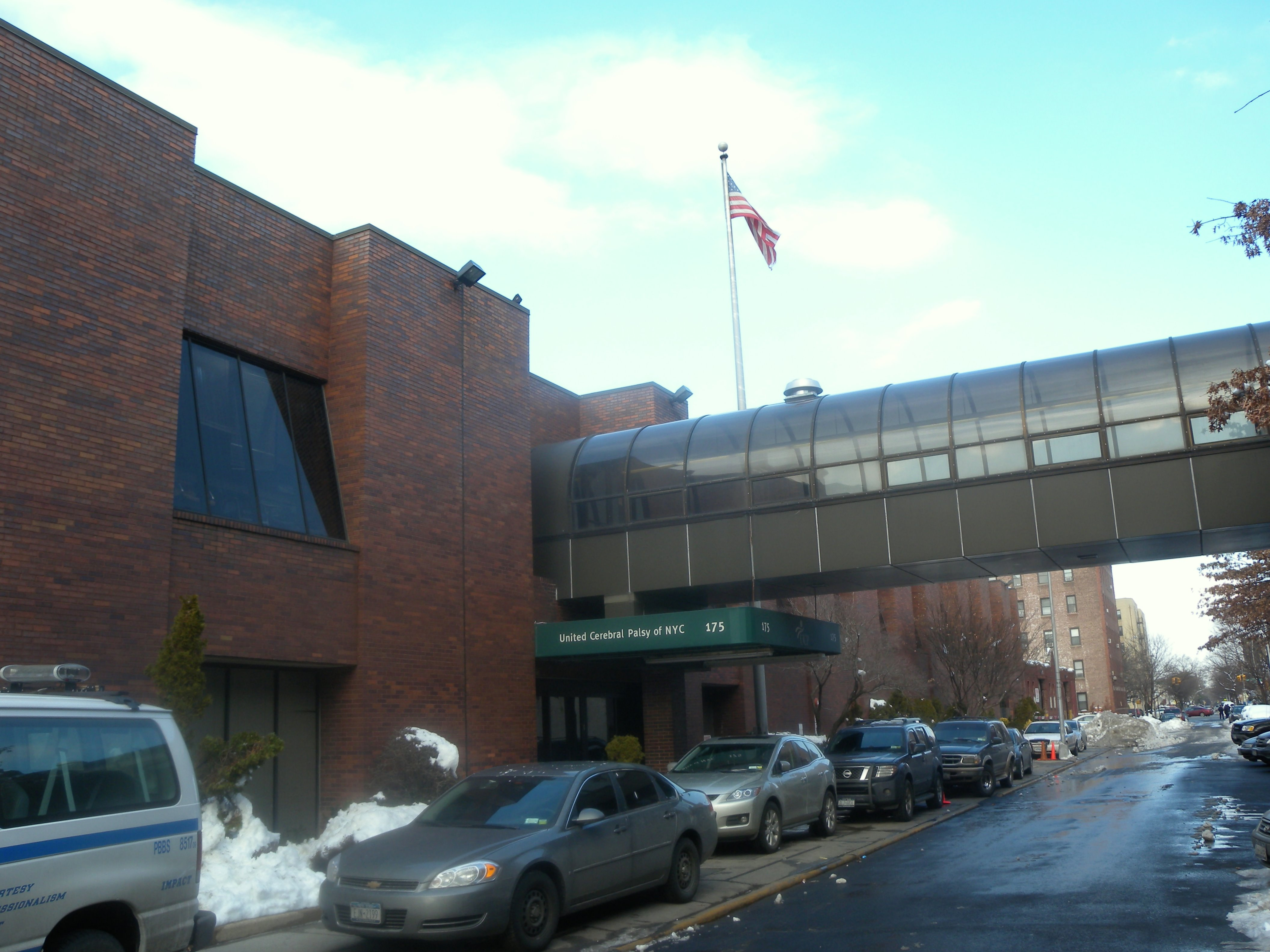
الاتحاد من أجل الشلل الدماغي في مدينة نيويورك

## الدعوة والمناصرة
بالإضافة إلى جمع الأموال للخدمات والأبحاث، تشارك المنظمة أيضًا في مناصرة السياسات العامة، بما في ذلك تعزيز فرص الوصول والفرص للأشخاص ذوي الإعاقة، وتوفير الخدمات. وفي الولايات المتحدة، كانت المنظمة إحدى الجهات المحفزة التي دعت إلى إقرار قانون الأمريكيين ذوي الإعاقة عام 1990.